# Sojus 5
Sojus 5 ist die Missionsbezeichnung für den am 15. Januar 1969 gestarteten Flug eines sowjetischen Sojus-Raumschiffs. Es war der vierte bemannte Flug eines Sojus-Raumschiffs und der 13. Flug im sowjetischen Sojusprogramm.

## Besatzung

### Startbesatzung
- Boris Walentinowitsch Wolynow (1. Raumflug), Kommandant
- Jewgeni Wassiljewitsch Chrunow (1. Raumflug), Bordingenieur
- Alexei Stanislawowitsch Jelissejew (1. Raumflug), Bordingenieur

Wolynow war zuvor bei mehreren Missionen Ersatzmann gewesen. Chrunow und Jelissejew (und ihre Ersatzleute Gorbatko und Kubassow) hatten das Umsteigen von einem Raumschiff in ein anderes bereits für den abgesagten Flug Sojus 2A im Jahre 1967 trainiert.

### Ersatzbesatzung
- Anatoli Wassiljewitsch Filiptschenko
- Wiktor Wassiljewitsch Gorbatko
- Waleri Nikolajewitsch Kubassow

Die Unterstützungsmannschaft bestand aus Anatoli Petrowitsch Kuklin, Wladislaw Nikolajewitsch Wolkow und Pjotr Iwanowitsch Kolodin.

### Rückkehrbesatzung
- Boris Walentinowitsch Wolynow (1. Raumflug), Kommandant

## Missionsüberblick
Sojus 5 war Teil einer Verbundmission mit Sojus 4. Die zwei sowjetischen Raumschiffe waren zusammen im Weltraum mit insgesamt vier Kosmonauten an Bord.
Die beiden Raumschiffe koppelten am 16. Januar 1969. Es war die erste Kopplung zweier bemannter Raumschiffe in der Raumfahrtgeschichte. Beide Raumschiffe waren elektrisch und mechanisch miteinander verbunden, hatten aber keine Durchstiegsluke zum jeweils anderen Raumschiff. Die sowjetische Nachrichtenagentur TASS schrieb damals: „... es war eine gegenseitige Kopplung beider Schiffe ... und ihre Stromkreise waren verbunden. Daher wurde die weltweit erste experimentelle Raumstation aus vier Abteilungen für die Besatzung zusammengefügt und begann zu arbeiten ...“
Alexej Jelissejew und Jewgeni Chrunow begannen sofort nach der Kopplung, sich für den Weltraumausstieg vorzubereiten. Boris Wolynow, der an Bord von Sojus 5 blieb, filmte, wie seine beiden Kollegen „Jastreb“-Raumanzüge anlegten.

### Weltraumausstieg
- Beteiligte: Chrunow und Jelissejew
- Start: 16. Januar 1969, 00:38 UTC
- Ende: 16. Januar 1969, 01:15 UTC
- Dauer: 37 min

Während der Mission sollten Teile der geplanten sowjetischen Mondlandung geprobt werden. Das sowjetische Fernsehen übertrug die Vorbereitungen zum Weltraumausstieg live. Jelissejew und Chrunow zogen ihre „Jastreb“-Anzüge im Orbitalmodul von Sojus 5 mit Hilfe des Kommandanten Boris Wolynow an. Mit der Entwicklung der „Jastreb“-Raumanzüge wurde 1965, kurz nach Alexei Leonows ersten problematischen Weltraumausstieg, begonnen. Leonow wirkte als Berater während der Entwicklung mit, die 1966 abgeschlossen wurde. Die Herstellung und der Test erfolgte 1967, aber der Unfall mit Sojus 1 und die Kopplungsprobleme von Sojus 2 und Sojus 3 im Oktober 1968 verschoben den ersten Einsatz im Weltraum bis zu dieser Mission. Um die Probleme zu beseitigen, die den Ausstieg Leonows so problematisch haben werden lassen, nutzten die „Jastreb“-Anzüge ein Seil-Rollen-Gelenksystem. Große Metallringe um den aus Nylonstoff gefertigten Unteranzug dienten als Anker für die oberen Gelenke. Der Anzug hatte ein regeneratives Lebenserhaltungssystem in einer weißen Metallkiste auf dem Bauch des Anzugs. Wolynow überprüfte die Lebenserhaltungs- und Kommunikationssysteme beider Kosmonautenanzüge, bevor er ins Kommandomodul zurückkehrte, die Verbindungsluke schloss und das Orbitalmodul dekomprimierte.
Während der 35. Erdumrundung stiegen beide Kosmonauten aus. Es war erst der zweite sowjetische Weltraumausstieg überhaupt. Beim Ausstieg verhedderten sich Chrunows Halteleinen, und er schaltete versehentlich seine Anzugslüftung aus. Dies lenkte Jelissejew ab und er vergaß, die Filmkamera anzuschalten, bevor er das Orbitalmodul verließ. Daher gibt es von diesem historischen Weltraumausstieg nur eine schlechte Videoaufzeichnung und keine Filmaufnahmen.
Chrunow bewegte sich danach als Erster zum Orbitalmodul von Sojus 4, als die beiden Raumschiffe über Südamerika und damit außerhalb des Funkkontaktes zur Bodenstation waren. Jelissejew stieg um, als der Komplex sich über der Sowjetunion befand. Im Orbitalmodul von Sojus 4 angekommen, schlossen sie die Luke hinter sich. Der Kommandant Wladimir Schatalow stellte den Kabinendruck wieder her und half ihnen aus ihren Anzügen. Chrunow und Jelissejew brachten Zeitungen, Briefe und Telegramme mit, die nach Schatalows Start gedruckt worden waren, als Beweis, dass der Transfer wirklich stattgefunden hatte.
Nachdem beide Raumschiffe für vier Stunden und 35 Minuten aneinander gekoppelt waren, trennten sie sich wieder und begannen getrennte Abstiege.
Diese Mission bewies die Fähigkeit, die für das sowjetische Mondprogramm nötigen Schritte im Weltraum auszuführen. Der Plan sah einen einzelnen Kosmonauten vor, der über einen Ausstieg vom Landemodul wieder in das Raumschiff gelangte. Anders als die Apollo-Raumschiffe hatte das sowjetische Modell keinen Verbindungstunnel zwischen dem Lande- und Kommandomodul.

### Rückkehr
Nach dem Abkoppeln von Sojus 4 blieb Wolynow in Sojus 5 noch eine Weile im Kosmos, um dann in einem spektakulären Wiedereintrittsmanöver zur Erde zurückzukehren. Dafür testete Pilot Wolynow eine manuelle Orientierung des Raumschiffs für die spätere Bremszündung. Dies gelang ihm bei einem Test im All, jedoch nicht bei den zwei Versuchen (8:50 Uhr und 10:20 Uhr) für das eigentliche Bremsmanöver, worauf er die für Notfälle gedachte automatische Landung auslöste, was wiederum einen Abstieg auf einer ballistischen Kurve mit 9 g statt 3 g Bremsbeschleunigung bedeutete.
Im späteren Flugverlauf trat noch ein weiteres Problem auf: Nach dem Ende des Bremsmanövers zündete zwar die Pyrotechnik zum Abtrennen des Servicemoduls (deren zu schwache Leistung heute als Ursache des Problems vermutet wird), aber dieses trennte sich nicht vollständig vom Rückkehrmodul und so taumelte das Raumschiff gefährlich. Für einen Abbruch war das immer noch verbundene Schiff bereits zu tief in der Atmosphäre. Dieses Problem trat schon bei einigen Wostok-, Woschod- sowie einer Mercury-Mission auf, war aber in diesem Fall ein wesentlich ernsteres Problem für den Piloten, da das Servicemodul der Sojus viel größer als es bei den vorherigen Typen war. Unglücklicherweise war zu diesem Zeitpunkt auch Chefkonstrukteur Wassili Mischin nicht anwesend, da er noch vom Bankett zu Ehren der Kopplung einen Tag vorher seinen Rausch ausschlief und erst gegen elf Uhr im Kontrollraum erschien. Als die Sojus-Landekapsel in die Atmosphäre eintauchte, suchte sich das noch teilweise zusammenhängende Raumschiff die aerodynamisch stabilste Lage – in diesem Fall mit der nicht hitzebeständigen Nase voran. Das bedeutet, dass das schwere Rückkehrmodul mit der ungeschützten Seite voran dem Luftwiderstand ausgesetzt war. Die Dichtungen der vorn liegenden Luke begannen zu brennen und füllten die Landekapsel mit giftigen Dämpfen. Die Bremsbeschleunigung drückte Wolynow, der keinen Druckanzug trug, gegen die Gurte, anstatt in seinen gepolsterten Sitz. Dieser versuchte, in dieser Situation noch die wichtigen Aufzeichnungen vom Kopplungsverlauf zu retten, indem er diese in seinen Sitz stopfte in der Hoffnung, dass diese bei der vermuteten kommenden Katastrophe dort überlebten. Auf den Tonbandaufzeichnungen mit Wolynows Protokoll war als Nächstes das Krachen der Explosion der Treibstofftanks der Gerätesektion zu hören. Diese beulte die Luke nach innen aus, sie hielt aber stand. Auch die Bremsraketen des Rückkehrmoduls, die normalerweise den Wiedereintritt verlangsamen sollten, arbeiteten nicht (obwohl die Automatik dies anzeigte), da deren Treibstoff vom Computer beim vergeblichen Versuch, die Taumelbewegungen auszugleichen, verbraucht worden war.
Bevor die Luke nachgab, brachen oder verbrannten glücklicherweise die Verbindungsstreben zwischen Rückkehr- und Servicemodul, als die thermische und aerodynamische Belastung zunahm. Die Rückkehrkapsel richtete sich sofort mit der hitzegeschützten Seite nach vorn aus.
Zwei weitere Probleme für Wolynow bestanden darin, dass sich der Fallschirm nur partiell entfaltete, da die Fallschirmseile teilweise verheddert waren, und die (wahrscheinlich beim unglücklichen Abstieg beschädigten) Landeraketen nicht richtig arbeiteten. Der Kosmonaut brach sich bei der darauffolgenden harten Landung den Oberkiefer und schlug sich einige Zähne aus. Die Kapsel landete südöstlich des Ural, sehr weit (etwa 600 km) entfernt von ihrer vorgesehenen Landestelle in der Kasachischen SSR nahe der Grenze zur Oblast Orenburg. Die Temperatur betrug zu diesem Zeitpunkt −38 °C und da Wolynow wusste, dass die Rettungsmannschaften mehrere Stunden brauchen würden, um ihn zu finden, verließ er die Landekapsel und lief mehrere Kilometer, bis er das Haus eines Bauern fand, wo er sich aufwärmen konnte.
Die Techniker selbst zeigten sich überrascht von der Robustheit des Raumschiffes, was auf die verwendeten Titanstrukturen zurückgeführt wird.

### Sonstiges
Am 24. Januar 1969 sollten die Besatzungen beider Raumschiffe den damaligen KPdSU-Generalsekretär Leonid Breschnew während einer Willkommenszeremonie vor dem Moskauer Kreml treffen. Dies wurde aber durch ein Attentat auf den sowjetischen Führer verhindert. Der Unterleutnant Wiktor Iljin schoss acht Mal auf den Konvoi, zielte aber irrtümlich nicht auf Breschnews Auto, sondern auf das, in dem die bereits früher in den Weltraum geflogenen Kosmonauten Georgi Beregowoi, Alexei Leonow, Andrijan Nikolajew und Walentina Tereschkowa saßen. Der Fahrer des Wagens wurde getötet, ein Fahrer der Motorradeskorte, Beregowoi und Nikolajew wurden leicht verletzt, letzterer konnte das Fahrzeug anhalten. Der Wagen Breschnews fuhr daraufhin an den auf der Tribüne wartenden Sojus-4 und -5-Besatzungen vorbei.